# Диброва (Олевский район)
 Дибро́ва  (укр. Діброва) — посёлок в Олевском районе Житомирской области Украины.

## История
До 1961 года посёлок носил название Дровяной Пост.
Президиум Верховного Совета Украинской ССР Указом от 23 мая 1978 года постановил в целях установления единого написания на русском языке населённых пунктов уточнить наименования поселка городского типа Дуброва и впредь именовать его — Диброва.
В январе 1989 года численность населения составляла 1079 человек.
На 1 января 2013 года численность населения составляла 134 человека.

## Экономика
- ГП «Олевский щебневый завод».

## Транспорт
В Диброве находится ж/д станция Дуброва-Олевская.